# Gustaf Lillieblad
Gustaf Lillieblad, före adlandet 1693 Peringer, född 6 mars 1651 i Strängnäs, död 5 januari 1710 i Stockholm, var en svensk orientalist och biblioteksman.

## Biografi
Gustaf Peringer var son till Laurentz Fredrik Peringer som tillhörde en framstående borgarsläkt från Kulmbach och som inkallats till Sverige av drottning Kristina som lärare vid Collegium illustre Nobilum i Strängnäs. Modern Anna Andersdotter tillhörde ätten Upplänning och var syster till Jonas Österling. Gustaf Peringers bror var Johan Peringskiöld.
Peringer kom 1671 till Uppsala, där hans intresse riktades på de österländska språken, främst persiska, turkiska och arabiska, och 1675 gav han ut en disputation i ämnet. Under en resa utomlands studerade han för framstående orientalister i Kiel, Hamburg, Jena,
Oxford, Cambridge och Paris samt läste i Rom och Venedig turkiska. Vid Altdorfs universitet i Franken hade han Johann Christoph Wagenseil som lärare och utgav två talmudiska handskrifter Avoda Sara et Tamid (1680).
I Frankfurt studerade Peringer etiopiska språket för Hiob Ludolf, den förste europé som började med vetenskapliga studier av språket etiopiska. I Amsterdam umgicks han med judiska lärde för att ytterligare vidga sina kunskaper. År 1681 utnämndes han till professor i österländska språk i Uppsala. I samband med denna händelse inledde han sitt betydande författarskap, vilket resulterade i 40 akademiska avhandlingar samt skriften Epistolade karaitis Lithauniæ (1691), som tillkom efter en resa till Litauen och Polen på kungligt uppdrag. Han studerade där den judiska sekten karaiternas tro och ceremonier.
År 1693 adlades han med namnet Lillieblad. Två år senare utnämndes han till kunglig sekreterare och censor librorum. Han utsågs 1703 till kunglig hovbibliotekarie. Som sådan fick han utreda förlusterna efter slottsbranden och ordna återstoden. Han utgav Catalogus librorum qvibus regiam bibliothecam adauxit Sparfvenfeldt (1706), en förteckning över en del av de handskrifter och böcker, som Johan Gabriel Sparfwenfeldt samlat under sina resor för statens räkning.
Lillieblad gifte sig 1685 med Ingeborg Wijnbladh, dotter till Johan Mattsson Wijnbladh och Bureättlingen Catharina Laurelia. Deras ende son avled som barn, varför Lillieblad själv slöt den adliga ätten på svärdssidan. De tre döttrarna gifte sig dock och fick flera ättlingar. Catharina Fredrika Lillieblad var gift med Carl Fredrik Toll och blev stammoder till en gren av makens ätt, vilken sedermera immatrikulerades i Finland. Anna Charlotta Lillieblad var gift Palmfelt och fick likaså många efterkommande, däribland en ättgren som immatrikulerades i Finland.